# Kjell Mellberg
Kjell Mellberg, född 22 oktober 1930 i Anundsjö församling i Västernorrlands län, död 27 december 1997 i Säbrå församling i Västernorrlands län, var en svensk ingenjör.

## Biografi
Mellberg avlade studentexamen i Härnösand 1951 och civilingenjörsexamen i elektroteknik vid Tekniska högskolan i Stockholm 1956, varefter han fullgjorde sin värnplikt som forskningstekniker i Avdelning 3 vid Försvarets forskningsanstalt 1956–1957.
En kort tid senare blev han chef för den konstruktionsgrupp vid Standard Radio & Telefon som kom att spela en betydelsefull roll för flygvapnets inriktning mot digitala system i slutet av 1960-talet.
SRT fick beställningar på operationsrum för radarstationen PS-08 och radargruppcentraler för övervaknings- och stridsledningssystemet STRIL 60. Mellberg ledde från våren år 1961 arbetet med datorn Censor som användes i alla radargruppcentraler och senare även användes för civil flygtrafikledning.
År 1964 utgav han den första svenska läroboken i digitalteknik med namnet Digitalteknikens grunder som användes i stor utsträckning vid landets universitet och högskolor.
Mellberg var överingenjör och produktlinjechef vid SRT 1968–1971, där han bland annat gjorde det första kretsschemat till den allra första utkastet till Alfaskop-terminalen. Därefter var han överingenjör och systemchef vid Stansaab Elektronik 1971–1978 och divisionschef vid Datasaab 1978–1983. Åren 1983–1990 var han strategiansvarig för området försvarsmateriel vid Ericsson, varpå han hade samma uppgift vid BEAB och Nobel Tech Systems 1991–1994 och vid Celsius Tech IT AB från 1994.
Bland Mellbergs övriga uppdrag märks att han från 1960-talet på uppdrag av Överstyrelsen för yrkesutbildning ägnade sig åt vidareutbildning av ingenjörer inom digital teknik. Han medverkade i Dataindustriutredningen 1978 och lade ned stort arbete på samarbetsprojekt mellan försvar och industri och hade en viktig roll i Försvarets materielverks LOTUS-studie 1988, IT-strategiutredningen 1992, SESAM-projektet, MILINF-programmen och departementsutredningen ”IT 2000” 1991. Hans intresse för tillämpning av informationsteknologi sträckte sig också till undervisning, hälso- och sjukvård.
Kjell Mellberg invaldes 1993 som ledamot av Kungliga Krigsvetenskapsakademien.